# Giovanni Marchese (calciatore)
Giovanni Marchese (Caltanissetta, 17 ottobre 1984) è un allenatore di calcio ed ex calciatore italiano, di ruolo difensore, commissario tecnico della selezione di calcio della Sicilia..

## Caratteristiche tecniche
Giocava come terzino sinistro, pur essendo adattabile anche al ruolo di esterno alto o di difensore centrale in una difesa a tre.
Possedeva inoltre un buon tiro da fuori area, che lo ha portato anche alla realizzazione di gol dalla lunga distanza.

## Carriera

### Giocatore

#### Club

##### Torino e Treviso
Originario di Delia, cresce calcisticamente nel Torino con cui esordisce in Serie B, nell'estate 2004 si trasferisce in prestito al Treviso diventando, in breve, uno dei protagonisti della eccezionale stagione dei biancocelesti. I veneti, quinti in serie B ma eliminati nei play-off dal Perugia, si trovano catapultati nella massima serie proprio in virtù del fallimento del Torino, vincitore dei play-off.

##### Chievo, i prestiti e Catania
Rimasto svincolato, Marchese sceglie di legarsi al ChievoVerona dove resta fino a gennaio 2006 senza mai scendere in campo. Scende così in serie B, ceduto in prestito al Catania con cui conquista per il secondo anno consecutivo la promozione in Serie A.
Nell'estate 2006 ritorna al Chievo ma la squadra clivense retrocede in Serie B. Rimane in gialloblù fino a gennaio 2008 collezionando 20 presenze in totale, di cui 18 da titolare fisso e 2 subentrato dalla panchina a gara in corso
A gennaio 2008 passa al Bari in prestito con diritto di riscatto della compartecipazione, dove segna un solo gol contro l'Avellino il 25 maggio 2008.
Il 7 agosto 2008 passa in prestito con diritto di riscatto sulla comproprietà alla Salernitana neopromossa in Serie B, dove gioca 34 gare
Il 31 agosto 2009 si trasferisce in prestito con diritto di riscatto al Catania. Dopo un inizio promettente, la sua stagione 2009-2010 viene già compromessa a novembre a causa di un grave infortunio al legamento crociato anteriore del ginocchio, torna disponibile e convocato solo a metà di aprile. La società etnea tuttavia crede in lui e il 28 giugno 2010 lo riscatta dal Chievo in uno scambio che coinvolge Gennaro Sardo.
Il 29 ottobre 2011 in Catania-Napoli (2-1) segna il suo primo gol in Serie A e con la maglia del Catania. Il 3 marzo 2013 sigla il suo ultimo gol per i siciliani nella sconfitta interna per 2-3 contro l'Inter.

##### Genoa
Il giocatore passa al Genoa a parametro zero il 28 giugno 2013 durante la sessione estiva di calciomercato
Scontata la squalifica legata alla vicenda calcioscommesse, fa il suo esordio il maglia rossoblù il 20 ottobre 2013 partendo titolare nella gara casalinga vinta 2-1 contro il Chievo. Impiegato a sinistra nella a difesa a tre dal tecnico Gasperini, chiude la stagione con 27 presenze.
La stagione successiva, dopo essere sceso in campo il 24 agosto contro il Lanciano nel terzo turno preliminare della Coppa Italia, esordisce in campionato il 31 agosto successivo alla prima giornata contro il Napoli. Il 2 novembre segna la sua prima rete in maglia rossoblù siglando, con un gran tiro da fuori area, il momentaneo 1-1 nella vittoria per 4-2 del Genoa allo Stadio Friuli sull'Udinese. Frenato da un infortunio chiude la stagione con appena 11 presenze.
La stagione successiva esordisce in campionato alla prima giornata nella sconfitta esterna per 1-0 contro il Palermo, giocando 5 delle prime 9 giornate di campionato (anche se non sempre titolare). Il giocatore viene utilizzato sempre meno, rientrando nei 23 della squadra soltanto a gennaio e ritrovando il posto da titolare il 9 aprile 2016 nella vittoria contro il Sassuolo, a distanza di 6 mesi dalla sua ultima partita giocata dal primo minuto (nel frattempo era subentrato solo due volte a partita in corso, nei minuti finali contro Verona e Udinese).
Nella Serie A 2016-2017 esordisce il 28 agosto 2016 subentrando a Munoz nella vittoria per 3-1 contro il Crotone, sul neutro di Pescara, ma ormai sempre più fuori dai piani societari, rescinde il contratto il 1º settembre 2016, rimanendo svincolato. Nel dicembre 2016 si allena con il Catania, squadra in cui ha militato per parecchi anni della sua carriera.

##### Il ritorno a Catania
Nel Gennaio 2017 ritorna a Catania, in Lega Pro, dopo 4 anni di assenza dalla Sicilia. Torna a vestire la maglia rossoazzurra il 23 gennaio 2017 in Fondi - Catania 1-1 e sigla il suo primo gol stagionale contro la Reggina che permette alla squadra etnea di sbloccare l'incontro poi terminato 3-1 per i padroni di casa. Con la squadra in crisi e dopo 3 cambi di allenatore (Rigoli, Petrone e poi G. Pulvirenti) la squadra terminerà all'undicesimo posto.
Nella Serie C 2017-2018 viene riconfermato dal nuovo allenatore Cristiano Lucarelli. Con l'allenatore livornese trova molto spazio e viene riutilizzato come esterno sinistro a centrocampo; segna il suo primo gol stagionale, su in tiro-cross, contro il Lecce (partita poi terminata 3-0 per il Catania).

#### Nazionale
Marchese ha al suo attivo 2 presenze Nazionale Under-20, tutte nel 2004, 6 convocazioni e 3 presenze nella Nazionale Under-21, tutte nel 2005.

### Allenatore
Terminata la carriera da giocatore, Marchese entra in possesso del diploma di allenatore professionista UEFA A: quindi, nella stagione 2020-2021, diventa il responsabile tecnico della Primavera del Catania e, successivamente, direttore tecnico del CUS Catania Calcio Academy.
Il 20 aprile 2022, Marchese viene nominato commissario tecnico della Sicilia, neonata nazionale affiliata alla CONIFA, la federazione mondiale delle selezioni delle nazioni non riconosciute ufficialmente e dei popoli senza Stato. L'ex-difensore ha guidato la rappresentativa nel suo primo incontro ufficiale di sempre, giocatosi il 10 giugno 2022 contro la Sardegna e vinto per 4-1 dai siciliani.
Il 12 luglio 2022, Marchese viene ufficializzato come nuovo allenatore dell'Acireale, squadra militante nel campionato di Serie D. La stagione non inizia nel migliore dei modi , con 1 punto raccolto nelle prime 3 giornate, ed il 2 ottobre, dopo la sconfitta casalinga contro il Lamezia Terme, il club granata comunica il suo esonero.

## Calcioscommesse
Il 5 luglio 2013, nell'ambito del filone Bari-bis sul calcioscommesse, patteggia una pena di 3 mesi e 10 giorni di squalifica, più un'ammenda di 10.000 euro relativamente ad una vicenda che lo vede incriminato per presunte combine delle partite di serie B Bari-Treviso 0-1 dell'11 maggio 2008 e Salernitana-Bari 3-2 del 23 maggio 2009

## Statistiche

### Presenze e reti nei club
| Stagione             | Squadra              | Campionato           | Campionato | Campionato | Coppe nazionali | Coppe nazionali | Coppe nazionali | Coppe continentali | Coppe continentali | Coppe continentali | Altre coppe | Altre coppe | Altre coppe | Totale | Totale |
| Stagione             | Squadra              | Comp                 | Pres       | Reti       | Comp            | Pres            | Reti            | Comp               | Pres               | Reti               | Comp        | Pres        | Reti        | Pres   | Reti   |
| -------------------- | -------------------- | -------------------- | ---------- | ---------- | --------------- | --------------- | --------------- | ------------------ | ------------------ | ------------------ | ----------- | ----------- | ----------- | ------ | ------ |
| 2001-2002            | Torino               | A                    | 0          | 0          | CI              | 0               | 0               | -                  | -                  | -                  | -           | -           | -           | 0      | 0      |
| 2002-2003            | Torino               | A                    | 0          | 0          | CI              | 0               | 0               | -                  | -                  | -                  | -           | -           | -           | 0      | 0      |
| 2003-2004            | Torino               | B                    | 7          | 0          | CI              | 0               | 0               | -                  | -                  | -                  | -           | -           | -           | 7      | 0      |
| Totale Torino        | Totale Torino        | Totale Torino        | 7          | 0          |                 | -               | -               |                    | -                  | -                  |             | -           | -           | 7      | 0      |
| 2004-2005            | Treviso              | B                    | 30+1       | 0          | CI              | 3               | 0               | -                  | -                  | -                  | -           | -           | -           | 34     | 0      |
| 2005-gen. 2006       | Chievo Verona        | A                    | 0          | 0          | CI              | 0               | 0               | -                  | -                  | -                  | -           | -           | -           | 0      | 0      |
| gen.-giu. 2006       | Catania              | B                    | 14         | 0          | -               | -               | -               | -                  | -                  | -                  | -           | -           | -           | 14     | 0      |
| 2006-2007            | Chievo Verona        | A                    | 9          | 0          | CI              | 2               | 0               | CL+CU              | 0+1                | 0                  | -           | -           | -           | 12     | 0      |
| 2007-gen. 2008       | Chievo Verona        | B                    | 11         | 0          | CI              | 1               | 0               | -                  | -                  | -                  | -           | -           | -           | 12     | 0      |
| Totale Chievo Verona | Totale Chievo Verona | Totale Chievo Verona | 20         | 0          |                 | 3               | 0               |                    | 1                  | 0                  |             | -           | -           | 24     | 0      |
| gen.-giu. 2008       | Bari                 | B                    | 19         | 1          | -               | -               | -               | -                  | -                  | -                  | -           | -           | -           | 19     | 1      |
| 2008-2009            | Salernitana          | B                    | 34         | 0          | CI              | 4               | 1               | -                  | -                  | -                  | -           | -           | -           | 38     | 1      |
| 2009-2010            | Catania              | A                    | 4          | 0          | CI              | 0               | 0               | -                  | -                  | -                  | -           | -           | -           | 4      | 0      |
| 2010-2011            | Catania              | A                    | 12         | 0          | CI              | 3               | 0               | -                  | -                  | -                  | -           | -           | -           | 15     | 0      |
| 2011-2012            | Catania              | A                    | 33         | 3          | CI              | 0               | 0               | -                  | -                  | -                  | -           | -           | -           | 33     | 3      |
| 2012-2013            | Catania              | A                    | 30         | 2          | CI              | 2               | 0               | -                  | -                  | -                  | -           | -           | -           | 32     | 2      |
| 2013-2014            | Genoa                | A                    | 27         | 0          | -               | -               | -               | -                  | -                  | -                  | -           | -           | -           | 27     | 0      |
| 2014-2015            | Genoa                | A                    | 11         | 1          | CI              | 2               | 0               | -                  | -                  | -                  | -           | -           | -           | 13     | 1      |
| 2015-2016            | Genoa                | A                    | 11         | 0          | CI              | 0               | 0               | -                  | -                  | -                  | -           | -           | -           | 11     | 0      |
| ago. 2016            | Genoa                | A                    | 1          | 0          | CI              | 0               | 0               | -                  | -                  | -                  | -           | -           | -           | 1      | 0      |
| Totale Genoa         | Totale Genoa         | Totale Genoa         | 50         | 1          |                 | 2               | 0               |                    | -                  | -                  |             | -           | -           | 52     | 1      |
| gen.-giu. 2017       | Catania              | LP                   | 15+1       | 1          | CI-LP           | -               | -               | -                  | -                  | -                  | -           | -           | -           | 16     | 1      |
| 2017-2018            | Catania              | C                    | 33+1       | 1          | CI-C            | 2               | 0               | -                  | -                  | -                  | -           | -           | -           | 36     | 1      |
| 2018-2019            | Catania              | C                    | 9+4        | 0          | CI+CI-C         | 2+1             | 0               | -                  | -                  | -                  | -           | -           | -           | 16     | 0      |
| 2019-2020            | Catania              | C                    | 6          | 0          | CI+CI-C         | 1+3             | 0               | -                  | -                  | -                  | -           | -           | -           | 10     | 0      |
| Totale Catania       | Totale Catania       | Totale Catania       | 156+6      | 7          |                 | 14              | 0               |                    | -                  | -                  |             | -           | -           | 176    | 7      |
| Totale carriera      | Totale carriera      | Totale carriera      | 317+7      | 9          |                 | 26              | 1               |                    | 1                  | 0                  |             | -           | -           | 351    | 10     |